# Selenochlamys ysbryda
La babosa fantasma (Selenochlamys ysbryda) es una especie depredadora de molusco gasterópodo pulmonado sin concha.
Esta especie fue descubierta por primera vez en Gales en 2006, y fue formalmente descrita y nombrada en 2008 por Ben Rowson, un investigador del Museo|Nacional de Gales y Bill Symondson, ecólogo de la Universidad de Cardiff.
Esta babosa de color blanco, no posee ojos y puede alcanzar los 7 cm de longitud. A diferencia de la mayoría de las babosas, es un carnívoro nocturno, que se alimenta de lombrices, utilizando sus dientes con forma de cuchilla.
Otras especies de esta familia de babosa habitan en Turquía y Georgia, sin embargo, anteriormente a este descubrimiento, nunca habían sido vistas en Europa Occidental. Se desconoce el origen de esta babosa y la manera en que llegó a Gran Bretaña. Se especula que la especie fue introducida y pese a no ser peligrosa para los seres humanos en primera instancia, su distribución territorial está siendo analizada para determinar si su presencia se torna invasiva.